# Nõmmküla
Nõmmküla är en ort i Estland. Den ligger i Muhu kommun och landskapet Saaremaa (Ösel), i den västra delen av landet, 120 km sydväst om huvudstaden Tallinn. Nõmmküla ligger 10 meter över havet och antalet invånare är 106. Den ligger på ön Moon.
Terrängen runt Nõmmküla är mycket platt. Havet är nära Nõmmküla norrut. Runt Nõmmküla är det glesbefolkat, med 8 invånare per kvadratkilometer. Närmaste större samhälle är Maasi, 15,1 km sydväst om Nõmmküla.